# LILRA2
LILRA2 (англ. Leukocyte immunoglobulin like receptor A2) – білок, який кодується однойменним геном, розташованим у людей на короткому плечі 19-ї хромосоми. Довжина поліпептидного ланцюга білка становить 483 амінокислот, а молекулярна маса — 52 992.
| 10         |  | 20         |  | 30         |  | 40         |  | 50         |
| ---------- |  | ---------- |  | ---------- |  | ---------- |  | ---------- |
| MTPILTVLIC |  | LGLSLGPRTH |  | VQAGHLPKPT |  | LWAEPGSVII |  | QGSPVTLRCQ |
| GSLQAEEYHL |  | YRENKSASWV |  | RRIQEPGKNG |  | QFPIPSITWE |  | HAGRYHCQYY |
| SHNHSSEYSD |  | PLELVVTGAY |  | SKPTLSALPS |  | PVVTLGGNVT |  | LQCVSQVAFD |
| GFILCKEGED |  | EHPQRLNSHS |  | HARGWSWAIF |  | SVGPVSPSRR |  | WSYRCYAYDS |
| NSPYVWSLPS |  | DLLELLVPGV |  | SKKPSLSVQP |  | GPMVAPGESL |  | TLQCVSDVGY |
| DRFVLYKEGE |  | RDFLQRPGWQ |  | PQAGLSQANF |  | TLGPVSPSHG |  | GQYRCYSAHN |
| LSSEWSAPSD |  | PLDILITGQF |  | YDRPSLSVQP |  | VPTVAPGKNV |  | TLLCQSRGQF |
| HTFLLTKEGA |  | GHPPLHLRSE |  | HQAQQNQAEF |  | RMGPVTSAHV |  | GTYRCYSSLS |
| SNPYLLSLPS |  | DPLELVVSEA |  | AETLSPSQNK |  | TDSTTTSLGQ |  | HPQDYTVENL |
| IRMGVAGLVL |  | VVLGILLFEA |  | QHSQRSLQDA |  | AGR        |  |            |

A: Аланін

C: Цистеїн

D: Аспарагінова кислота

E: Глутамінова кислота

F: Фенілаланін

G: Гліцин

H: Гістидин

I: Ізолейцин

K: Лізин

L: Лейцин

M: Метіонін

N: Аспарагін

P: Пролін

Q: Глутамін

R: Аргінін

S: Серин

T: Треонін

V: Валін

W: Триптофан

Кодований геном білок за функцією належить до рецепторів. 
Задіяний у таких біологічних процесах, як адаптивний імунітет, імунітет, альтернативний сплайсинг. 
Локалізований у мембрані.
Також секретований назовні.